# Multipulchroppia schauenbergi
Multipulchroppia schauenbergi är en kvalsterart som först beskrevs av Sandór Mahunka 1978.  Multipulchroppia schauenbergi ingår i släktet Multipulchroppia och familjen Oppiidae.

## Underarter
Arten delas in i följande underarter:
- M. s. schauenbergi
- M. s. punctulata